# Saint-Didier-d'Aussiat
Saint-Didier-d'Aussiat là một xã ở tỉnh Ain, vùng Auvergne-Rhône-Alpes thuộc miền đông nước Pháp.